# Limopsis cristata
Limopsis cristata är en musselart som beskrevs av John Gwyn Jeffreys 1876. Limopsis cristata ingår i släktet Limopsis och familjen Limopsidae. Inga underarter finns listade i Catalogue of Life.